# Jim Van Boven
Jim Van Boven (nascido em 8 de agosto de 1949) é um ex-ciclista olímpico estadunidense. Representou sua nação nos Jogos Olímpicos de Verão de 1968.